# Moby Dick (film, 1930)
Pour les articles homonymes, voir Moby Dick (homonymie).
Pour plus de détails, voir Fiche technique et Distribution.
Moby Dick (Moby Dick) est un film américain réalisé par Lloyd Bacon, sorti en 1930, avec John Barrymore dans le rôle du capitaine Ahab Ceely.

## Synopsis
Dans le New Bedford, Ahab rencontre et tombe amoureux de la fille du ministre local, Faith Mapple. Mais cette dernière chérit le frère de Ahab, Derek.
Cependant, elle se rend compte de l'amour qu'elle porte finalement pour Ahab, un homme bon, alors que son frère était un ignoble prétendant. Mais, lors d'un voyage, Ahab est défiguré par une monstrueuse baleine blanche, Moby Dick. Il pense alors que Faith ne l'aimera plus, ainsi. Il continue donc son voyage, avec un seul but en tête : trouver et tuer la grande baleine.

## Fiche technique
- Titre original : Moby Dick
- Réalisation : Lloyd Bacon
- Production et distribution : Warner Bros. Pictures
- Scénario : Oliver H.P. Garrett (d'après le roman de Herman Melville)
- Photographie : Robert Kurrle
- Montage : Desmond O'Brien
- Musique : William Axt (non crédité), Henry Hadley (non crédité) et David Mendoza (non crédité)
- Costumes : Earl Luick (non crédité)
- Pays de production :  États-Unis
- Langue : anglais
- Format : noir et blanc - 2.00:1 - Vitaphone
- Genre : Film dramatique, Film d'aventure
- Durée : 80 minutes (1 h 20)
- Dates de sortie :
  - États-Unis : 20 septembre 1930
  - Finlande : 25 décembre 1932

## Distribution
- John Barrymore : Capitaine Ahab Ceely
- Joan Bennett : Faith
- Lloyd Hughes : Derek
- Noble Johnson : Queequeg
- Nigel De Brulier : Elijah
- Walter Long : Stubbs
- May Boley : Whale Oil Rosie
- Tom O'Brien : Starbuck
- Virginia Sale : vieille fille
- John Ince : Révérend Mapple
- Will Walling : Forgeron